# Usman Garuba
Destiny Usman Garuba Alari né le 9 mars 2002 à Madrid en Espagne, est un joueur espagnol de basket-ball. Il évolue aux postes d'ailier fort et pivot au Real Madrid.

## Carrière professionnelle
Garuba rejoint le Real Madrid en 2013.
Garuba fait ses débuts en première division espagnole avec le Real Madrid le 28 octobre 2018, à l'âge de 16 ans et 7 mois. Il est le troisième plus jeune joueur du Real à jouer en première division, derrière Luka Dončić et Roberto Núñez. Il est aussi le plus jeune pivot à jouer en première division.
En septembre 2019, Garuba devient le plus jeune joueur de l'histoire de la Liga à réaliser un double-double (au moins 10 unités dans deux catégories statistiques) avec 13 points et 10 rebonds.
Garuba remporte le trophée du meilleur espoir de la Liga ACB lors de la saison 2020-2021, succédant à son coéquipier Carlos Alocén. Il est aussi sélectionné dans l'équipe-type des espoirs de la Liga ACB pour la deuxième saison consécutive, avec Alocén, Dino Radončić, Leandro Bolmaro et Yannick Nzosa,.
Le 29 avril, dans les playoffs de l'Euroligue, alors que le Real est mené 2 manches à 1 face à l'Anadolu Efes et est donc au bord de l'élimination, Garuba bat son record personnel de nombre de points. Il marque 24 points, prend 12 rebonds et permet à son équipe d'égaliser dans la série. Garuba est élu meilleur espoir de l'Euroligue.
En mai 2021, Garuba se présente à la draft 2021 de la NBA. Il est sélectionné en 23e position par les Rockets de Houston.
Garuba est sous contrat avec le Real Madrid jusqu'en 2024 et le montant de sa clause libératoire (pour aller jouer en NBA) est contractuellement fixé à 3 millions d'euros. En août 2021, Garuba et le Real s'entendent sur un échelonnement pour payer ce montant.
En juillet 2023, il est transféré avec TyTy Washington vers les Hawks d'Atlanta. Par la suite, il est transféré au Thunder d'Oklahoma City. Il est licencié en août 2023.
En septembre 2023, il signe un contrat two-way avec les Warriors de Golden State. Mi-avril 2024, son contrat two-way est converti en un contrat standard.
En août 2024, Garuba revient au Real Madrid avec lequel il s'engage pour trois saisons.

## Statistiques

### NBA

#### Saison régulière
Les statistiques d'Usman Garuba en matchs de NBA sont les suivantes :
| Saison    | Équipe   | Matchs | Titul. | Min./m | % Tir | % 3pts | % LF | Rbds/m. | Pass/m. | Int/m. | Ctr/m. | Pts/m. |
| --------- | -------- | ------ | ------ | ------ | ----- | ------ | ---- | ------- | ------- | ------ | ------ | ------ |
| 2021–2022 | Houston  | 24     | 2      | 10,0   | 43,2  | 25,0   | 71,4 | 3,46    | 0,71    | 0,42   | 0,46   | 2,00   |
| 2022–2023 | Houston  | 75     | 1      | 12,9   | 48,6  | 40,7   | 61,7 | 4,10    | 0,90    | 0,60   | 0,40   | 3,00   |
| Carrière  | Carrière | 99     | 3      | 12,2   | 47,5  | 36,7   | 63,0 | 3,90    | 0,80    | 0,50   | 0,40   | 2,80   |

### NBA G League

#### Saison régulière
Les statistiques d'Usman Garuba en matchs de G League sont les suivantes :
| Saison    | Équipe            | Matchs | Titul. | Min./m | % Tir | % 3pts | % LF | Rbds/m. | Pass/m. | Int/m. | Ctr/m. | Pts/m. |
| --------- | ----------------- | ------ | ------ | ------ | ----- | ------ | ---- | ------- | ------- | ------ | ------ | ------ |
| 2021–2022 | Rio Grande Valley | 5      | 5      | 25,3   | 47,4  | 11,1   | 50,0 | 9,00    | 2,40    | 1,80   | 1,40   | 9,00   |
| Carrière  | Carrière          | 5      | 5      | 25,3   | 47,4  | 11,1   | 50,0 | 9,00    | 2,40    | 1,80   | 1,40   | 9,00   |

## Records sur une rencontre en NBA
Les records personnels d'Usman Garuba en NBA sont les suivants, :
| Type de statistique        | Saison régulière | Saison régulière                  | Saison régulière |
| Type de statistique        | Record           | Adversaire                        | Date             |
| -------------------------- | ---------------- | --------------------------------- | ---------------- |
| Points                     | 12               | @ Mavericks de Dallas             | 16 novembre 2022 |
| Paniers marqués            | 5                | @ Mavericks de Dallas             | 16 novembre 2022 |
| Paniers tentés             | 7                | @ Thunder d'Oklahoma City         | 4 février 2023   |
| Paniers à 3 points réussis | 2                | 3 fois                            | 3 fois           |
| Paniers à 3 points tentés  | 4                | @ Thunder d'Oklahoma City         | 4 février 2023   |
| Lancers francs réussis     | 7                | Hawks d'Atlanta                   | 25 novembre 2022 |
| Lancers francs tentés      | 8                | Hawks d'Atlanta                   | 25 novembre 2022 |
| Rebonds offensifs          | 6                | Mavericks de Dallas               | 23 décembre 2022 |
| Rebonds défensifs          | 10               | Kings de Sacramento               | 1er avril 2022   |
| Rebonds totaux             | 14               | Kings de Sacramento               | 1er avril 2022   |
| Passes décisives           | 3                | 7 fois                            | 7 fois           |
| Interceptions              | 4                | @ Bucks de Milwaukee              | 22 octobre 2022  |
| Contres                    | 3                | 2 fois                            | 2 fois           |
| Balles perdues             | 4                | @ Pelicans de La Nouvelle-Orléans | 4 janvier 2023   |
| Minutes jouées             | 30               | Kings de Sacramento               | 1er avril 2022   |

- Double-double : 0
- Triple-double : 0

Dernière mise à jour : 4 février 2023

## Vie privée
Son frère Sediq, né en 2004, est aussi joueur de basket-ball : il joue dans les catégories jeunes du Real Madrid.

## Palmarès
- Champion d'Espagne en 2018-2019, 2025
- Vainqueur de la Supercoupe d'Espagne 2019, 2020
- Vainqueur de la Coupe du Roi 2020

### Distinctions personnelles
- MVP du Championnat d'Europe des moins de 16 ans en 2016
- Meilleur espoir du championnat d'Espagne 2020-2021
- Meilleur espoir de l'Euroligue 2020-2021